# White Horse (песня Laid Back)
White Horse — песня 1983 года датского дуэта Laid Back, написанная Тимом Шталем и Джоном Гулдбергом.
Первоначально песня была выпущена в качестве би-сайда к синглу «Sunshine Reggae», который имел огромный успех в европейских странах. В США же этот сингл был проигнорирован, а би-сайд к нему, напротив, стал самой успешной композицией. Там он был выпущен в качестве сингла и занял первое место в танцевальных чартах, оставаясь на высшей позиции в течение трёх недель.
Также синглу удалось занять 26-е место в чарте Billboard Hot 100 и первое место в Billboard’s National Disco Action.
Его относительно низкое место в Billboard Hot 100 было, скорее всего, из-за спорной лирики композиции (включая слово «сука»), которая препятствовала тому, чтобы его активно крутили по радио в большой части страны.
«White Horse» довольно активно раскручивалась на дискотеках страны.
Несмотря на то, что песня игралась в европейских клубах, она не смогла попасть на высшие позиции в европейских чартах.

## Чарты
| Чарт (1984)                        | Позиция |
| ---------------------------------- | ------- |
| Бельгия/Фландрия (Ultratop 50)     | 18      |
| Belgium (VRT Top 30 Flanders)      | 16      |
| Canada (CHUM)                      | 15      |
| Канада (RPM Top Singles)           | 27      |
| Нидерланды (Dutch Top 40)          | 17      |
| Нидерланды (Single Top 100)        | 15      |
| Новая Зеландия (Recorded Music NZ) | 49      |
| US Billboard Hot 100               | 26      |
| US Billboard Hot Black Singles     | 5       |
| US Billboard Hot Dance Club Play   | 1       |
| US Cash Box                        | 22      |